# Балка Виднорід
Балка Виднорід — річка в Україні, у Василівському районі Запорізької області. Права притока Білозерки (басейн Дніпра).

## Опис
Довжина річки 11 км, похил річки — 1,9 м/км. Площа басейну 125 км². Місцями пересихає.

## Розташування
Бере початок у селі Відножине. Тече переважно на південний захід і на північно-західній стороні від Малої Білозерки впадає у річку Білозерку, ліву притоку Дніпра.
Річку перетинає автошлях Т 0817